# Körlingen
Körlingen ist der Name einer Wüstung bei Altenweddingen in der Einheitsgemeinde Sülzetal im Landkreis Börde in Sachsen-Anhalt. Die Ortschaft wird im Jahre 946 erstmals urkundlich erwähnt und im Verlauf des 13. Jahrhunderts aufgegeben.

## Geschichte

### Gründungsgeschichte und Ortslage
Die Siedlung war ursprünglich eine Gründung während des slawischen Mittelalters, deren Anfänge in das 8. und 9. Jahrhundert zurück reichen. Es lassen sich vier Siedlungsphasen nachweisen, wobei im Laufe der Zeit eine Verlagerung des Ortskerns von Norden nach Süden erfolgte.
Die alte slawische Gründung lag zu beiden Seiten der Bundesstraße 81 nordwestlich von Altenweddingen. Die hochmittelalterliche Siedlung befand sich etwa 250 m südlich und lag südöstlich der Sälbke, auch Graben 9 genannt, eines Quellgewässers der Sülze.
Eine begleitende archäologische Grabung in den Jahren 2009 und 2010, in Folge der Straßenerweiterung der Bundesstraße 81 zwischen der Ortsumgehung Egeln und der Bundesstraße 246a, brachte zahlreiche Funde und neue Erkenntnisse zur Geschichte der etwa 500 Jahre lang bewohnten Siedlung.

### Ortsname
Die Bedeutung bzw. die Herkunft des Namens der Wüstung ist noch nicht eindeutig geklärt. Nach dem Philologen Hans Kuhn steht der Name Körlingen in Verbindung mit einer Gruppe weiterer vorgermanischer Ortsnamen mit dem Suffix ingen, die aber vom Wortstamm deutschen Ursprungs sind. Der Onomastiker Jürgen Udolph erklärt den Ortsnamen als Bildung ohne sicheren Anschluss im germanischen Wortschatz.
Noch heute erscheinen die Flurnamen Feld im Körling, Körlinger Kirchhöfe, Körlinger Trift und Anger im Körling in der Gemarkung Altenweddingen sowie der Name eines Gasthofes bei Magdeburg Zum Körling.

### Siedlungsgeschichte
In der ersten Phase der Besiedlung im 8. und 9. Jahrhundert erfolgte zunächst eine großräumige Entwässerung des Gebietes über ein weitverzweigtes Grabensystem, wobei das Wasser nach Süden abgeleitet wurde. In der zweiten Phase, die ebenfalls noch in das slawische Mittelalter datiert wird, erfolgten der Bau erster Häuser und eine Befestigung der Siedlung. Die Wohnbauten waren in den Boden eingetiefte Grubenhäuser mit Grundrissen von 4 × 3 bis 4 × 4 m und typischen Pfostenstellungen. Es war eine Zeit hoher Siedlungsintensität, die Grundflächen von defekten oder verlassenen Häusern überschnitten sich dabei mit neuerrichteten Bauten. In diese Zeit fallen frühslawische Keramikfunde mit Wellenmuster und Sparrenmuster.
Während der dritten, hochmittelalterlichen Phase wurde die Besiedlung ohne Unterbrechung fortgesetzt, wobei ab dem 10. bis zum 12. Jahrhundert der Kern der Ortschaft nach Süden verlagert wurde. Funde von Spinnwirteln, Webgewichten und Gniedelsteinen belegen eine örtliche Textilherstellung und Lederverarbeitung. Ein Brunnen, bei dem ein ausgedientes Holzfass in den Boden eingelassen und von einem Holzkasten mit dem Umfang von 90 × 90 cm gestützt wurde, ergab nach einer Dendrochronologischen Untersuchung ein Fälldatum um das Jahr 1145. In die vierte, spätmittelalterliche Siedlungsphase fällt die Errichtung von Steinkellern sowie Brunnen mit Steinröhren. Die Apsis und Mauern der Kirche des Ortes konnten bei einer Ausgrabung 2010 mit Hilfe von geophysikalischer Prospektion und Luftbildarchäologie genau lokalisiert werden.
Sämtliche archäologische Funde erbrachten keine Hinweise auf eine gewaltsame Aufgabe der Siedlung, etwa durch einen Flächenbrand. Vielmehr werden die Funde als eine planmäßige Auflassung bzw. Wüstfallung der Ortschaft während des 13. Jahrhunderts interpretiert, so unter anderem das teilweise Fehlen von Werksteinen aus dieser Zeit. Auch die verbauten Steine aus den Brunnen wurden systematisch abgetragen. Die gesamte großflächige Grabungskampagne von 2009 bis 2010 erbrachte nur 17 Metallfunde, was auch als Hinweis gegen ein überstürztes Verlassen gewertet wird. Gleichwohl ist eine Ursache für die Aufgabe des Ortes durch seine Bewohner nicht bekannt.
Nach dem Wüstfallen wurden die Flächen landwirtschaftlich genutzt. Ein Besitzer der Gebiete zum Ende des 19. Jahrhunderts berichtete, das beim Pflügen immer wieder Gebeine und Scherben zu Tage kamen. In den 1950er Jahren wurde das Land durch einen Neubauern bewirtschaftet, der das Auffinden von Artefakten bestätigte. Eine erste Grabung erfolgte dann 1951 durch Heinz Nowak, die Hinweise auf die mittelalterliche Siedlung erbrachte. Gefunden wurden auch Asche, Knochen und blaugraue Keramik sowie ein menschliches Skelett.

### Urkundliche Erwähnungen
In einer Urkunde, ausgestellt am 29. Januar 946, schenkte König Otto I. Crullingi zusammen mit vier weiteren Ortschaften und all seinem Eigentum dem Moritzkloster in Magdeburg in pago Nordthiringi, im Nordthüringgau. Das ist gleichzeitig die erste urkundliche Erwähnung von Körlingen. Am 4. Juni 973 bestätigte Kaiser Otto II. dem Erzstift Magdeburg die von seinem Vater gegebenen Privilegien und Besitzungen, darunter Curlingon.
Wichmann von Seeburg, der Erzbischof von Magdeburg, tauschte am 18. April 1176 mit dem Kloster Hecklingen verschiedene Güter, auch zwei Hufen mit 20 Schillingen Zinsen in villa Curlinge. Diese zwei Hufen mit 20 Schillingen Zinsen in villa Corlinge tauschte Siegfried, der Abt der Reichsabtei Hersfeld, 1180 mit dem Kloster Unser Lieben Frauen in Magdeburg. Am 28. Februar 1205 bestätigte Papst Innozenz III. dem Kloster Nienburg seinen Besitz mit unter anderem zwei Hufen in Corlinge.
Ab dem ersten Drittel des 13. Jahrhunderts erschienen Angehörige einer Familie von Körlingen als Zeugen aber auch als Schöffen in Urkunden. So am 29. Januar 1229 Herbordus de Korlinge als Schöffe im Landgericht der Grafen von Mühlingen, 1231 Tidericus und Herbordus de Corligge sowie 1240 Zacharias de Korlinge als Zeugen.
Die Brüder Johannes und Friedrich sowie die Brüder Gebhard und Ludger von Weddingen erhielten im Jahre 1380 drei Hufen und den Zehnt von 97 Schock in Cörlingen vom Erzstift Magdeburg als Lehn. Am 1. August 1405 kauften Heinrich, Bartold, Jacob, Dietrich und Heinrich von Weddingen vom Kloster Nienburg unter anderem drei Hufen auf dem Feld zu Korlinge. Der Knappe Henning Schartau aus der Neustadt überließ am 23. Februar 1423 dem Kloster Berge 18 Schillinge jährlich von zwei Hufen auf der Mark zu Korlinghe zum Abhalten von Seelenmessen.
Um 1450 hatte das Domkapitel zu Magdeburg mehrere Hebungen in Korlingen (Corlinge), das als villa desolata (Latein: ein verlassenes Dorf) bezeichnet wurde. Henning Fricke zu Barendorf erhielt am 29. September 1477 vom Magdeburger Erzbischof Erst von Sachsen eine Hufe auf der Korlinger Mark. Lorenz von Weddingen zu Staßfurt verkaufte am 14. Mai 1487 an Hans Hackeborn 30 Schock Garbenzehnten zu Altenweddingen auf der Korlinger Mark. Die Dompropstei zu Magdeburg hatte 1521 eineinhalb Hufen Pacht in Corling villa desolata. Am 15. Februar 1577 belehnte Joachim Friedrich von Brandenburg, als Administrator des Erzbistums Magdeburg, die Hackeborn mit einer Anzahl von Gütern in der Börde, darunter auch eine Hufe in der Körlinger Mark. Das Amt Egeln erhielt 1684 fünf Garben Zehnt vom Morgen des Körlinger Feldes bei Altenweddingen.